# 釣雅雄
釣 雅雄（つり まさお、1972年（昭和47年） - ）は、日本の経済学者。専門は、マクロ経済学・経済政策・財政学・金融論。学位は、博士（経済学）（一橋大学・2005年）。岡山大学教授等を経て、武蔵大学経済学部教授。日本経済政策学会学会賞受賞。北海道出身。

## 略歴

### 学歴
- 小樽市立望洋台小学校卒業
- 小樽市立桜町中学校卒業
- 1991年3月 - 北海道小樽潮陵高等学校卒業[2]
- 1997年3月 - 高崎経済大学経済学部経済学科卒業[2]
  - 1996年 - ウォーリック大学留学[2]
- 1999年3月 - 一橋大学大学院経済学研究科修士課程修了[2]
- 2002年3月 - 一橋大学大学院経済学研究科博士後期課程単位取得満期退学[2]
- 2005年3月3日 - 博士（経済学）（経済政策）（一橋大学）[2]
  - 博士論文 『1990年代日本の財政政策 : 政策効果と政府債務、及びその相互関係』[3]
  - 審査員浅子和美 伊藤隆敏 岩壷健太郎 佐藤主光 渡辺努[3]

### 職歴
- 2002年4月 - 独立行政法人日本学術振興会特別研究員PD
- 2005年4月 - 一橋大学経済研究所助手
- 2006年4月 - 岡山大学大学院社会文化科学研究科助教授（経済学系）
- 2007年4月 - 岡山大学大学院社会文化科学研究科准教授
- 2016年4月 - 岡山大学学術研究院社会文化科学研究科（経済）教授
- 2021年4月 - 岡山大学学術研究院社会文化科学学域（経済） 教授
- 2022年4月 - 武蔵大学経済学部経済学科教授[4]

#### 非常勤
- 1999年10月 - 2002年3月 財政経済協会研究員
- 2000年4月 - 2002年3月 拓殖大学国際開発研究所研究員
- 2003年4月 - 2005年3月 東京大学先端科学技術研究センター協力研究員
- 2008年7月 - 2009年3月 ウォーリック大学客員研究員

#### 受賞
- 2016年 - 日本経済政策学会学会賞[5]
  - "Government Debts under Volatile Price Changes: Simulation Analysis of Japanese Government Bonds"[5]

## 著書
- 『財政』（釣雅雄 茂木創 吉野文雄 著）（勁草書房（東アジア長期経済統計） 2008年1月 ISBN 9784326547906）
- 『グラフィック財政学』（釣雅雄 宮崎智視 著）（新世社 サイエンス社 （Graphic textbook. グラフィック「経済学」） 2009年7月 ISBN 9784883841356）
- 『ジョーンズ マクロ経済学 1(長期成長編)』（原題 Macroeconomics.2nd ed）（チャールズ・I・ジョーンズ 著、 宮川努 荒井信幸 大久保正勝 釣雅雄 徳井丞次 細谷圭 訳）（東洋経済新報社 2011年5月 ISBN 9784492314104）
- 『ジョーンズ マクロ経済学 2(短期変動編)』（原題 Macroeconomics.2nd ed）（チャールズ・I・ジョーンズ 著、 宮川努 荒井信幸 大久保正勝 釣雅雄 徳井丞次 細谷圭 訳）（東洋経済新報社 2011年10月 ISBN 9784492314173）